# Þórsmörk
Þórsmörk er en dal i Island som er opkaldt efter den nordiske gud Thor. Den ligger på det sydlige Island mellem gletsjerne Tindfjallajökull og Eyjafjallajökull. Øverst i dalen ligger Mýrdalsjökull. Da dalen er omgivet af høje fjelde har den et mildere klima end resten af det sydlige Island. Højlandsruten F261 forbinder Þórsmörk over Hvolsvöllur med Hringvegur 1.
Dalen ligger mellem elvene Krossá, Þröngá og Markarfljót. Det kan være farligt at krydse elvene, så selv om de ser uskyldige ud er det bedst at krydse dem i firehjulstrækkere ført af de lokalkendte folk. Vandrevejen fra Skógar til Landmannalaugar krydser Þórsmörk.

I den beskyttede dal er der grøn vegetation af mos, bregner og birkeskov. 
Det tidligere beboede Þórsmörk bestod oprindelig af 3 gårde, som ikke eksisterer mere. Da erosionen er et problem blev et stort område i 1924 fredet. Det var svært at drive landbrug i dalen og i nutiden er turisme den vigtigste indtægtskilde.
Þórsmörk har flere overnatnings- og indkøbsmuligheder samt en campingplads. Dalen er ikke kun vellidt af turister, men også af islændinge, der hvert år i den første juli-weekend fejrer sommerens begyndelse. Dalen er velegnet til at vandre i. Der tilbydes også forskellige guidede fjeld og gletsjerture. 

## Ekstern henvisning
- Þórsmörk, der Wald des Donnergottes